# Hardin County (Iowa)
Das Hardin County ist ein County im US-Bundesstaat Iowa. Bei der Volkszählung im Jahr 2020 hatte das County 16.876 Einwohner und eine Bevölkerungsdichte von 11,5 Einwohnern pro Quadratkilometer. Verwaltungssitz (County Seat) ist Eldora.

## Geographie
Das County liegt etwas nordöstlich des geografischen Zentrums von Iowa und wird vom Iowa River durchflossen. Es hat eine Fläche von 1.476 Quadratkilometern, wovon zwei Quadratkilometer Wasserflächen sind. An das Hardin County grenzen folgende Countys:
| Wright County   | Franklin County | Butler County   |
| Hamilton County |                 | Grundy County   |
| Story County    |                 | Marshall County |

## Geschichte

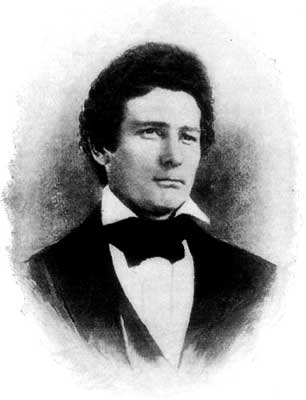
J. Hardin

Das Hardin County wurde 1851 gebildet. Benannt wurde es nach Colonel John J. Hardin, der im Mexikanisch-Amerikanischen Krieg fiel.
In seiner Geschichte hatte das County drei Gerichtsgebäude. Das erste war ein kleines Holzgebäude, das in den 1850er-Jahren niederbrannte. Das zweite Gerichtsgebäude war ein zweistöckiges Gebäude und stand an der Stelle des heutigen Büros des County-Sheriffs. Das dritte und heute noch genutzte Gerichtsgebäude wurde 1892 erbaut und am 19. September 1893 seiner Bestimmung übergeben; es wurde 1981 in das nationale Register der historischen Orte aufgenommen.
Insgesamt sind 33 Bauwerke und Stätten des Countys im National Register of Historic Places eingetragen.

## Demografische Daten
Nach der Volkszählung im Jahr 2010 lebten im Hardin County 17.534 Menschen in 7.540 Haushalten. Die Bevölkerungsdichte betrug 11,9 Einwohner pro Quadratkilometer.
Ethnisch betrachtet setzte sich die Bevölkerung zusammen aus 95,8 Prozent Weißen, 1,2 Prozent Afroamerikanern, 0,2 Prozent amerikanischen Ureinwohnern, 0,5 Prozent Asiaten sowie aus anderen ethnischen Gruppen; 1,1 Prozent stammten von zwei oder mehr Ethnien ab. Unabhängig von der ethnischen Zugehörigkeit waren 3,7 Prozent der Bevölkerung spanischer oder lateinamerikanischer Abstammung.
In den 7.540 Haushalten lebten statistisch je 2,20 Personen.
23,1 Prozent der Bevölkerung waren unter 18 Jahre alt, 55,9 Prozent waren zwischen 18 und 64 und 21,0 Prozent waren 65 Jahre oder älter. 50,3 Prozent der Bevölkerung war weiblich.

Das jährliche Durchschnittseinkommen eines Haushalts lag bei 44.705 USD. Das Pro-Kopf-Einkommen betrug 23.737 USD. 9,8 Prozent der Einwohner lebten unterhalb der Armutsgrenze

## Orte im Hardin County
Citys
| - Ackley1 - Alden - Buckeye - Eldora | - Hubbard - Iowa Falls - New Providence - Owasa | - Radcliffe - Steamboat Rock - Union - Whitten |

Unincorporated Communitys
| - Bangor - Burdette - Cleves | - Faulkner - Garden City - Gifford | - Lawn Hill - Macy - Robertson |

1 – teilweise im Franklin County

## Gliederung
Das Hardin County ist in 15 Townships eingeteilt:
| - Alden Township - Buckeye Township - Clay Township - Concord Township - Eldora Township | - Ellis Township - Etna Township - Grant Township - Hardin Township - Jackson Township | - Pleasant Township - Providence Township - Sherman Township - Tipton Township - Union Township |

Die Stadt Eldora gehört keiner Township an.